# Dasychira iberica
Dasychira iberica är en fjärilsart som beskrevs av Ramon Agenjo Cecilia 1957. Dasychira iberica ingår i släktet Dasychira och familjen tofsspinnare. Inga underarter finns listade i Catalogue of Life.